# Котиков, Иван Иванович
Иван Иванович Котиков (21 июня 1865 — 27 ноября 1920) — русский военачальник, генерал-майор.

## Биография
Родился 21 июня 1865 года в православной семье.
Образование получил в Ярославской военной прогимназии. В военную службу вступил 24 августа 1882 года. Затем окончил Киевское пехотное юнкерское училище (1887) и был выпущен в 12-й стрелковый батальон. Подпоручик (ст. 13.05.1887). Поручик (ст. 13.05.1891). Штабс-капитан (ст. 15.03.1898).
Участник похода в Китай 1900—1901 годов. Капитан (ст. 06.05.1900), командовал ротой. Участник русско-японской войны 1904—1905. Был ранен и состоял под покровительством Александровского комитета о раненых 2-го класса. Подполковник (пр. 1905; ст. 18.07.1904; за боевые отличия). Полковник (пр. 1905; ст. 08.06.1905; за боевые отличия). Временно командовал 9-м Восточно-Сибирском полком. На 1 января 1909 года находился в 12-м Восточно-Сибирском стрелковом полку. Командир 32-го Сибирского стрелкового полка с 26 марта 1910 года.
Участник Первой мировой войны. Генерал-майор (пр. 15.02.1915; ст. 15.09.1914; за отличия в делах…). В апреле 1915 года — командующий тем же полком. Состоял в резерве чинов при штабе Минского военного округа с 23 ноября 1915 года. На 10 июля 1916 года — в том же чине и должности.
После Октябрьской революции — участник Белого движения в составе ВСЮР. Состоял в резерве чинов при штабе Главнокомандующего с 12 сентября 1919 года.
Осужден тройкой ОО 13-й армии в Феодосии 27.11.1920 к ВМН.

## Награды
- Награждён орденом Св. Георгия 4-й степени (26 апреля 1915) и Золотым оружием (11 марта 1906).
- Также награждён орденами Св. Станислава 2-й степени с мечами (1900); Св. Анны 2-й степени с мечами (1901); Св. Владимира 4-й степени с мечами и бантом (1904); Св. Владимира 3-й степени (ВП 09.03.1914; с 06.12.1913); Св. Станислава 1-й степени. с мечами (04.09.1915).